# Филателистическая выставка
Филателистическая выставка — временный публичный показ филателистических коллекций почтовых марок и других филателистических материалов и литературы. Филателистические выставки — неотъемлемый элемент в развитии контактов и творческого соревнования между филателистами и наглядно отражают развитие филателии. Для награждения лучших экспонатов на филателистических выставках прибегают к медалям, плакетам, дипломам, почётным грамотам и т. п.

## Классификация
В зависимости от масштаба, состава участников и т. д. филателистические выставки делятся на:
- всемирные[5],
- международные (когда экспонентами выступают филателисты нескольких стран)[6][7],
- национальные[7][8] и
- местные[9][10][11][12][13][14][15][16].

Международные выставки, в свою очередь, могут быть двух видов:
- проводящиеся по инициативе и под эгидой Международной федерации филателии (ФИП)[17] и
- устраиваемые помимо ФИП, по взаимной договоренности филателистических организаций двух или нескольких стран.

Среди примечательных международных выставок разных лет можно назвать: «Прага-62», «Прага-68», «ВИПА», «Париж—Москва—Ленинград», «Соцфилэкс», «Бельжика-90», «Лондон-90» и др.

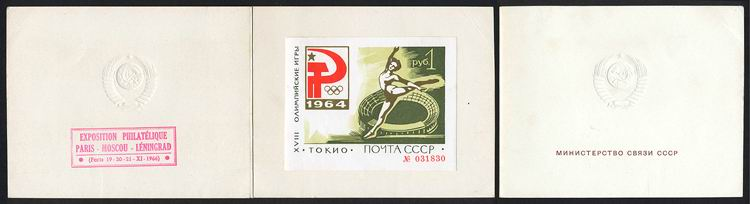
Оттиск штампа филателистической выставки «Exposition philatélique Paris — Moscou — Leningrad» на презентационном буклете Министерства связи СССР с «Зелёным блоком». Бесцветное тиснение герба СССР на обложке (1966)

По характеру представленных материалов филателистические выставки бывают двух типов:
- Общие, на которых в различных классах демонстрируются все виды коллекций.
- Специализированные — с экспонированием лишь отдельных видов коллекций[18].

Помимо общих выставок, также проводятся тематические выставки знаков почтовой оплаты.
| Международная филателистическая выставка THAIPEX ’05 (Таиланд, 3—7 августа 2005 года) | Международная филателистическая выставка THAIPEX ’05 (Таиланд, 3—7 августа 2005 года) |
| ------------------------------------------------------------------------------------- | ------------------------------------------------------------------------------------- |
|                                                                                       |                                                                                       |
| Главный вход                                                                          | Зал выставки с киосками торговцев марками                                             |

## Регламент
При организации выставки руководствуются Генеральными и специальными регламентами ФИП по оценке конкурсных экспонатов, положениями о выставках национальных (региональных) филателистических организаций.
Согласно регламентации ФИП, существует девять классов филателистической выставки:
- Традиционной филателии.
- Истории почты.
- Цельных вещей[22].
- Аэрофилателии.
- Тематической филателии.
- Максимафилии[23].
- Филателистической литературы.
- Юношеской филателии[24][25].
- Астрофилателии.

Иногда устраиваются и специализированные выставки филателистической литературы. Коллекции юношеского класса могут демонстрироваться в виде отделов (отделений) на общих и специализированных выставках или на самостоятельных молодёжных выставках.

## Оформление выставочной коллекции
Экспонаты филателистической выставки размещаются на стендах и компануются на выставочных листах. Формат стандартного выставочного листа — 270 × 310 мм, при размере внутренней рамки — 200 × 270 мм.

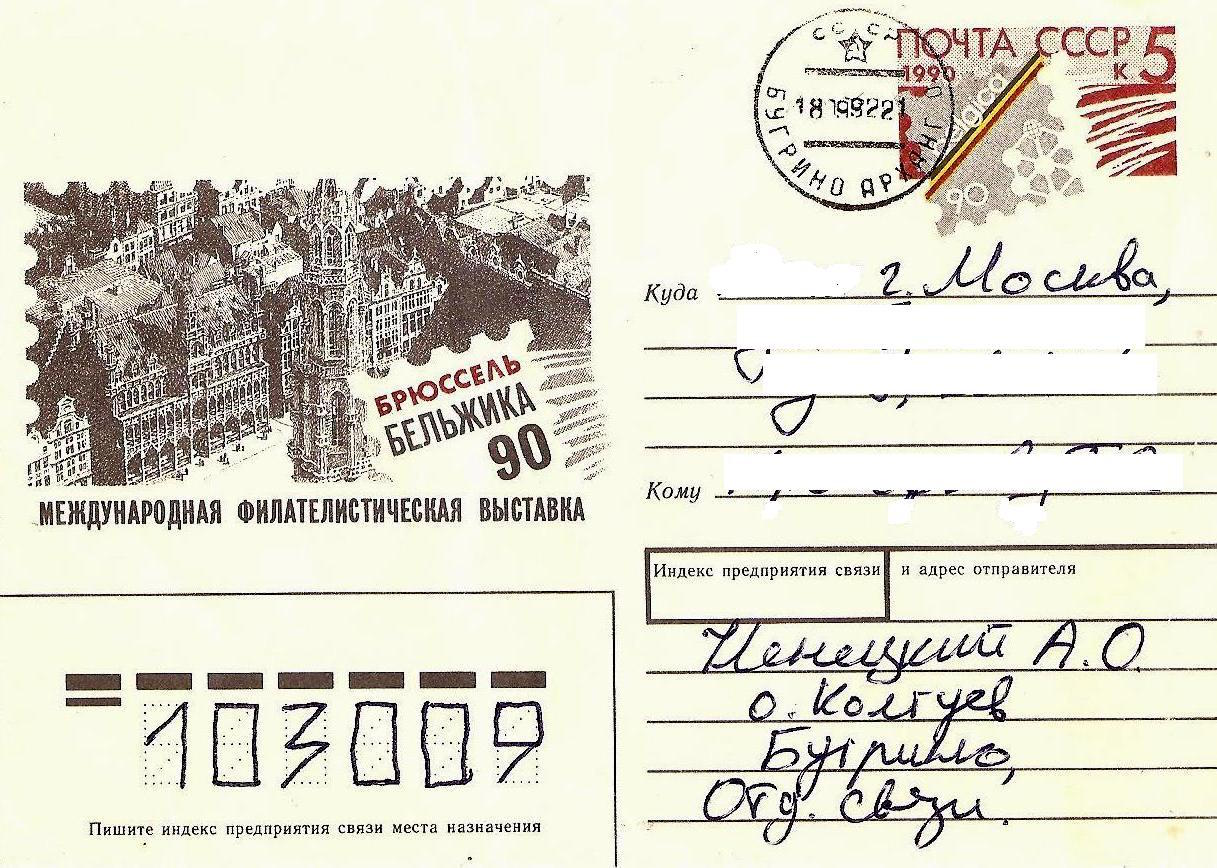
Конверт с оригинальной маркой СССР (1990) в честь Международной выставки «Бельжика-90» в Брюсселе, где в 1852 году прошла первая в истории выставка почтовых марок

Экспонирование на одном выставочном листе чистых и гашёных марок считается нежелательным, особенно в случае тематических коллекций. Подобное смешение марок может повлечь за собой более низкую общую оценку за разработку. Однако в специализированных коллекциях такое сочетание чистых и гашёных марок в некоторых случаях обсловлено необходимостью.

## История и современность
Первая выставка частной коллекции состоялась в 1852 году в Брюсселе на выставке искусств и ремёсел. Первая отдельная филателистическая выставка состоялась в 1870 году в Дрездене. На ней была представлена единственная коллекция, принадлежавшая Альфреду Мошкау. Эта коллекция считалась лучшей на то время, поскольку включала более 2500 марок — почти все, выпущенные до 1870 года.
Первая международная выставка была организована в Вене на Всемирной выставке 1873 года.
С 1927 года регулярно устраиваются Всемирные филателистические выставки под патронатом ФИП. На одной из них, в 1933 году в Вене, вне конкурса экспонировалась коллекция выдающегося российского филателиста А. К. Фаберже (сына знаменитого ювелирного мастера К. Г. Фаберже) и вызвала фурор в мировой филателии.

Всемирная филателистическая выставка «Лондон-90» на почтовой карточке СССР (1990)

В настоящее время в мире ежегодно проводятся десятки тысяч филателистических выставок различного ранга от небольших клубных до всемирных. Нередко филателистические выставки приурочены к какому-нибудь событию или юбилейной дате. Примером таких выставок может служить Всемирная филателистическая выставка «Лондон-90», которая была организована в столице Соединённого королевства в 1990 году в связи со 150-летним юбилеем первой в мире почтовой марки, выпущенной британским почтовым ведомством в 1840 году.
В Почётном классе на Всемирных филателистических выставках демонстрируются отдельные фрагменты знаменитых филателистических коллекций современности, таких как собрания королевы Великобритании Елизаветы II, князя Монако Ренье и других известных людей. В этих выставках принимают участие множество коллекционеров из различных стран, включая бывший Советский Союз и современную Россию. Некоторые из них получали высокие награды, а самым титулованным российским филателистом считается московский коллекционер Л. Я. Мельников. Его разработка «Авиапочта СССР» была не раз удостоена больших золотых медалей на Всемирных филателистических выставках.

## Филвыставки в России и СССР

### Российская империя
Первый в России показ коллекций знаков почтовой оплаты, подготовленный Почтовым департаментом Министерства внутренних дел, состоялся в сентябре 1872 года в рамках проходившей в Москве Политехнической выставки.

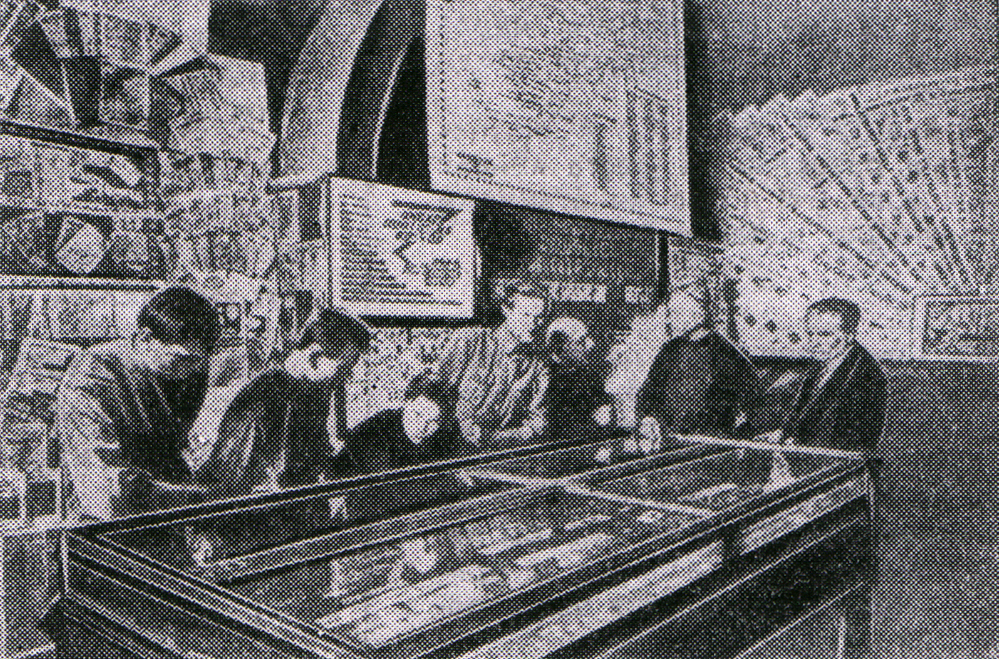
Первая Всесоюзная филателистическая выставка в Москве (14 декабря 1924 — 1 февраля 1925)

### СССР

#### Первая Всесоюзная выставка
Первая в СССР выставка по филателии и бонам, получившая статус Всесоюзной, проходила в Москве с 14 декабря 1924 по 1 февраля 1925 года. Инициатором её проведения был Уполномоченный по филателии и бонам в СССР Ф. Г. Чучин. В выставки приняли участие филателисты ряда городов СССР и 14 зарубежных стран.

#### Вторая Всесоюзная выставка

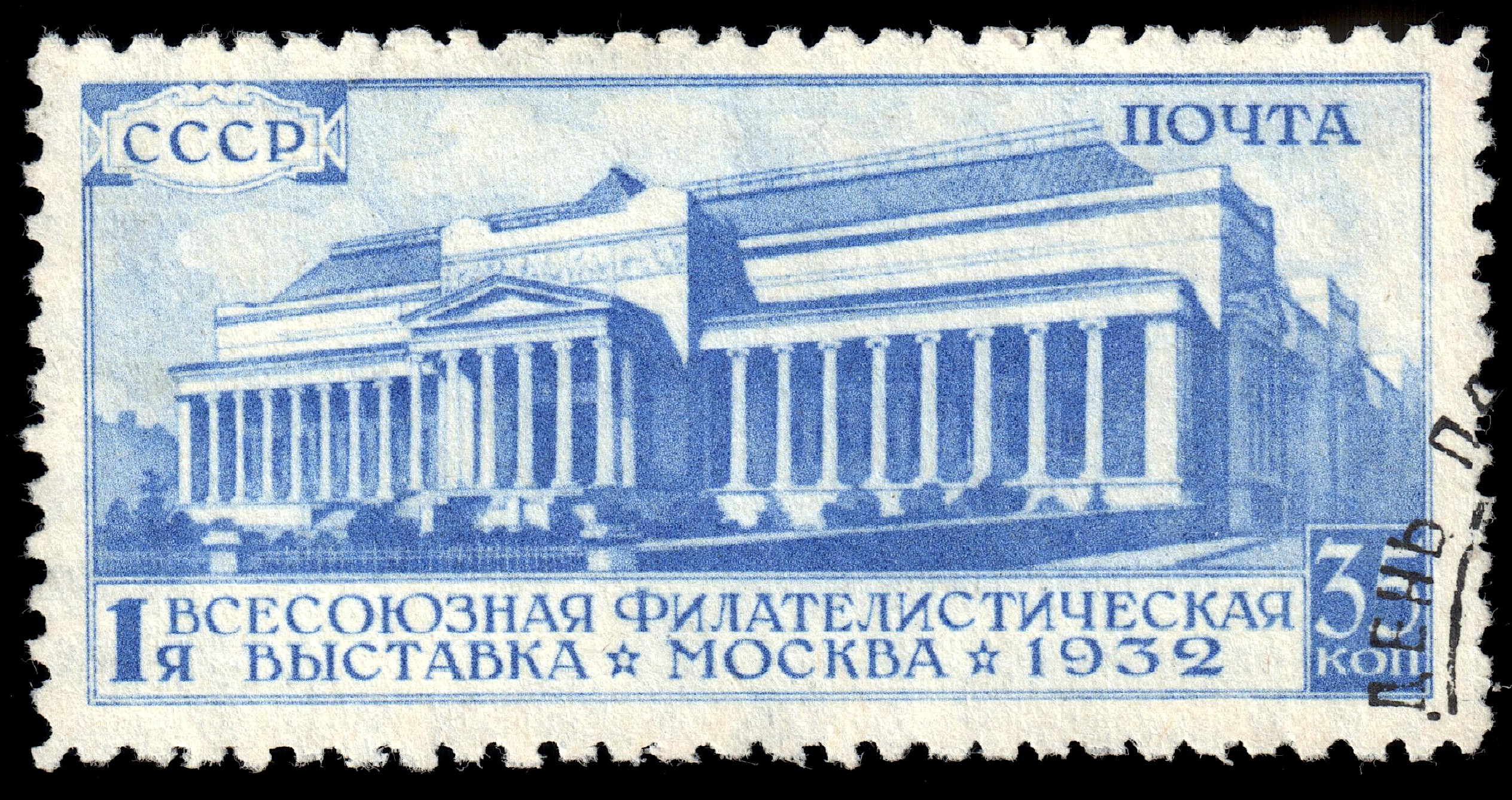
Здание Государственного музея изобразительных искусств имени А. С. Пушкина, где проходила Первая (вторая) Всесоюзная филателистическая выставка в 1932 году

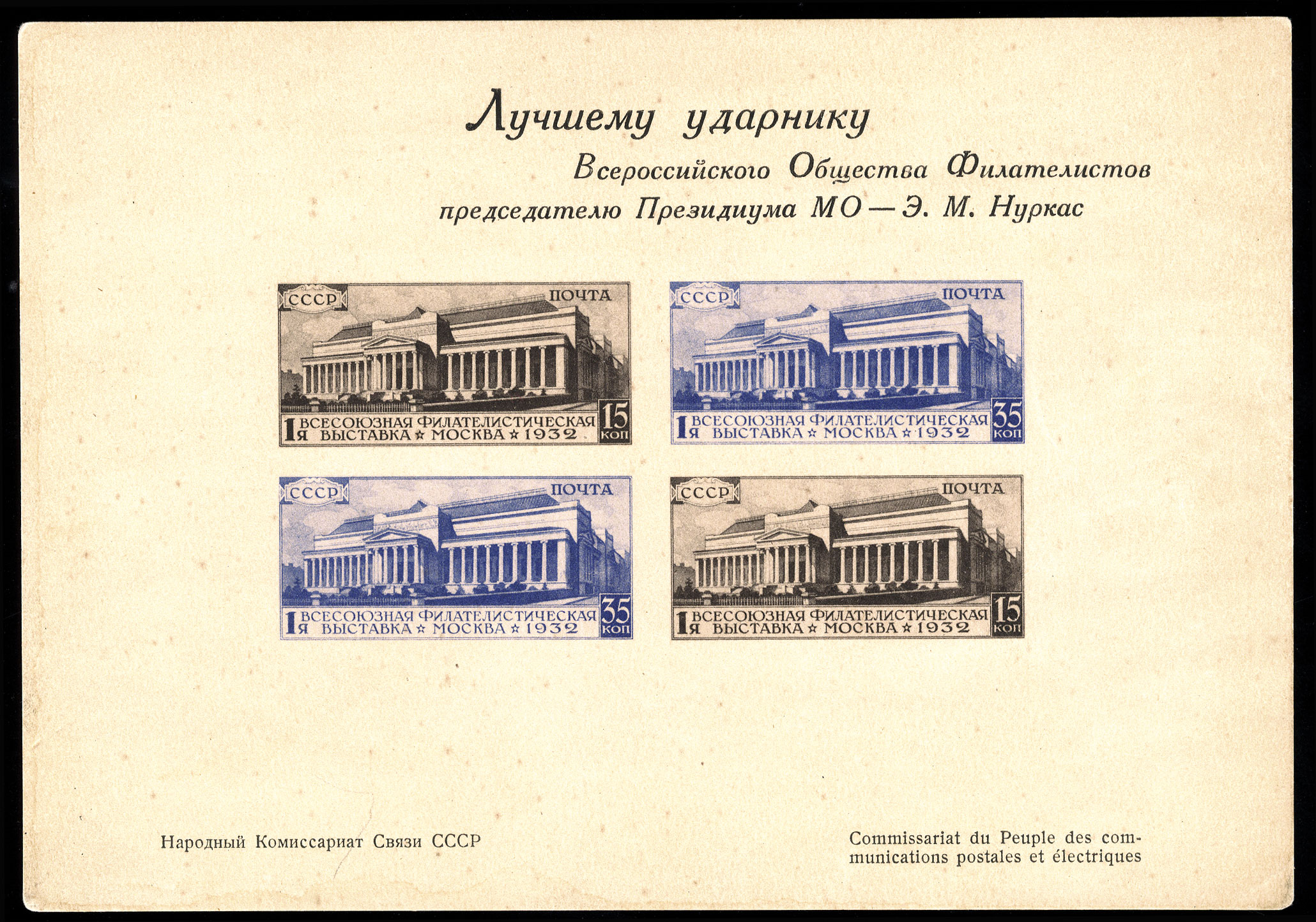
«Картонка»: Филателистическая выставка в Москве

Вторая выставка всесоюзного масштаба была устроена также в Москве, в Музее изящных искусств (ныне Государственный музей изобразительных искусств имени А. С. Пушкина). Она открылась 5 декабря 1932 года и, несмотря на то, что впервые общесоюзная выставка прошла в 1924 году, именовалась Первая Всесоюзная филателистическая выставка. В отличие от первой выставки, филателисты не были допущены на ней к экспонированию своих коллекций. Вместо этого, на выставочных стендах были размещены государственные коллекции Народного комиссариата связи СССР, включая тематические коллекции: «Владимир Ильич Ленин», «Великая Октябрьская социалистическая революция», «Труд», «Техника» и др.
В честь открытия выставки была выпущена серия из двух марок с изображением здания музея. Номинальная стоимость марок была 15 и 35 копеек, однако продавались они по тройному номиналу. Дополнительный сбор отчислялся в пользу оргкомитета выставки. В день открытия выставки марки гасились специальным штемпелем красного цвета, а в остальные дни — специальным штемпелем чёрного цвета. Выставка была закрыта 4 января 1933 года.
Дополнительно тиражом 500 экземпляров выпустили сувенирный блок, состоящий из четырёх марок. Он был отпечатан на плотной бумаге без зубцов и клея и прилагался к приглашению на открытие выставки. Фактически это был первый советский блок, однако почтового хождения он не имел и поэтому не может считаться знаком почтовой оплаты. На 25 экземплярах этих блоков была сделана надпечатка «Лучшему ударнику Всероссийского общества филателистов». Их использовали для награждения активистов Общества. Известны почтовые отправления с наклеенными одиночными марками из блока.
20 марта 1933 года выставка была вновь открыта в Ленинграде и работала до 21 апреля. В память Ленинградской выставки на марках предыдущего выпуска была сделана надпечатка «Ленинград, 1933 г.» и новой стоимости. В день открытия производилось гашение специальным штемпелем красного цвета.

#### Последующие выставки
В послевоенные годы выставочная деятельность в СССР была незначительной и впервые возобновилась в 1946 году.

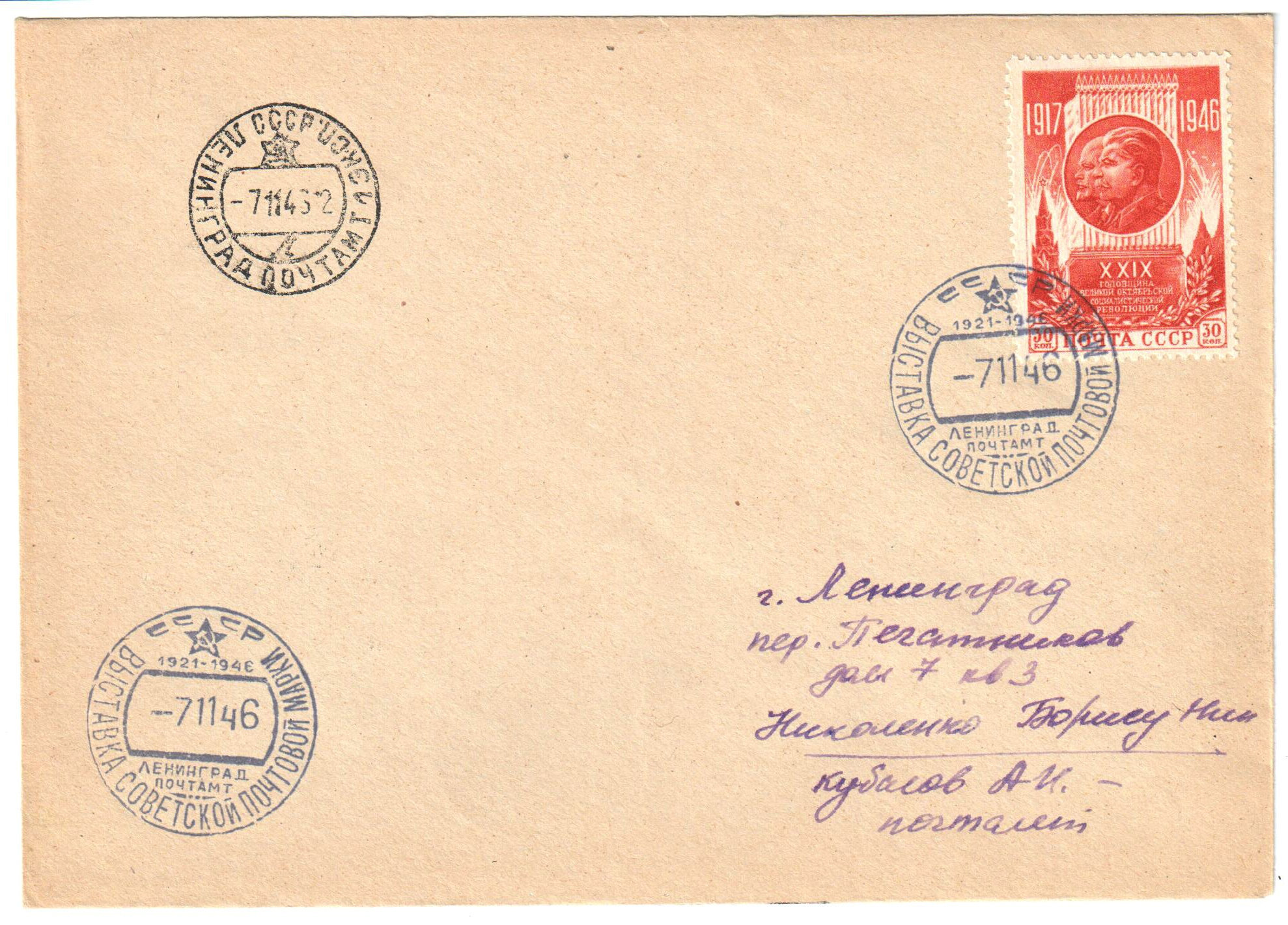
Специальное гашение от 7 ноября 1946 года для выставки в Ленинграде к 25-летию советской почтовой марки и в ознаменование очередной годовщины Октябрьской революции

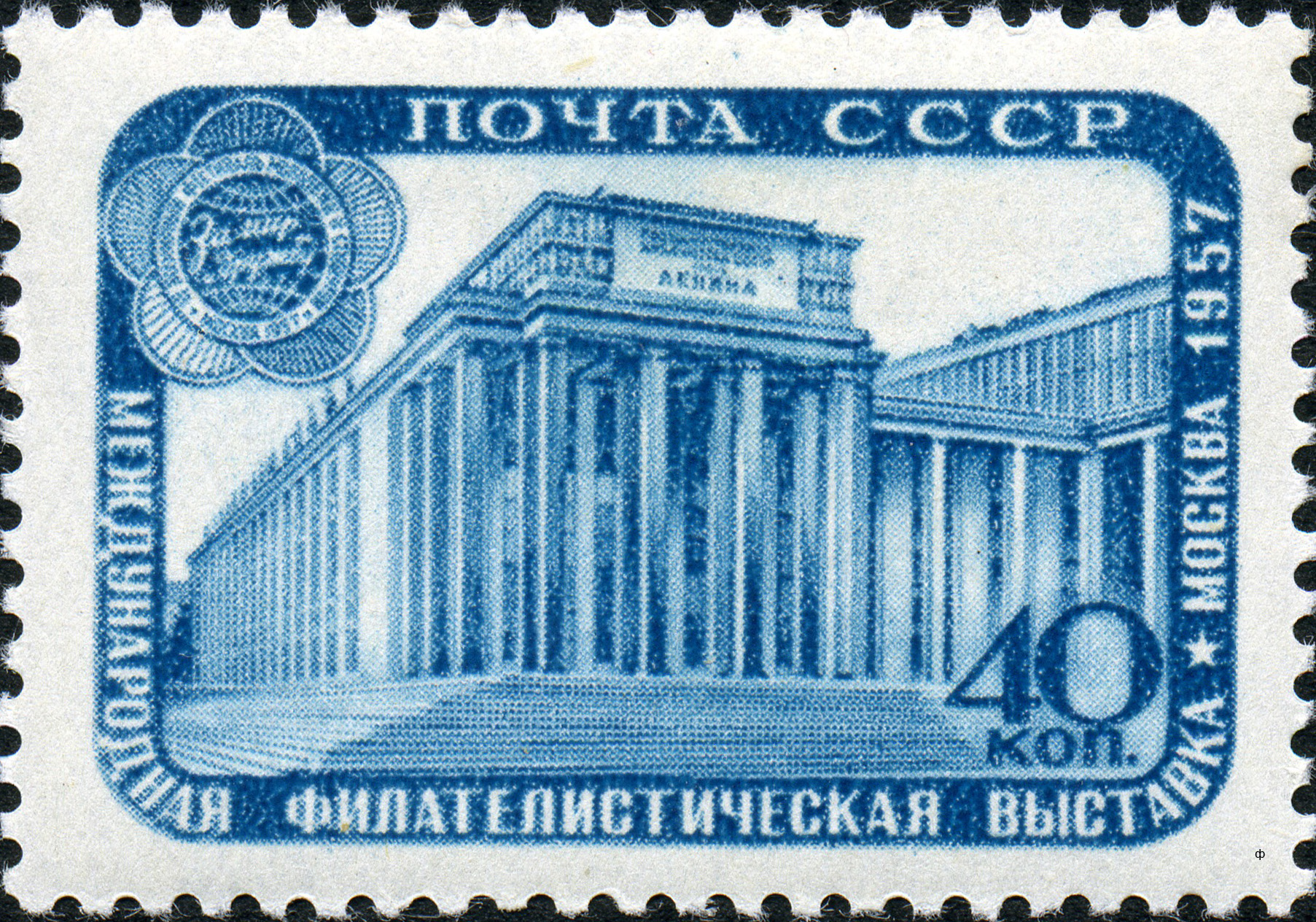
Марка СССР в честь Международной филателистической выставки в Москве в 1957 году

Существенный толчок организация филателистических выставок получила в связи с подготовкой к VI Всемирному фестивалю молодёжи и студентов в Москве, открывшемуся 28 июля 1957 года. Фестивалю сопутствовала большая международная филателистическая выставка, которая стала также стимулом для создания Московского городского общества коллекционеров-филателистов. Общество начало проводить регулярные выставки в Москве, а его представители стали принимать участие в зарубежных выставках.

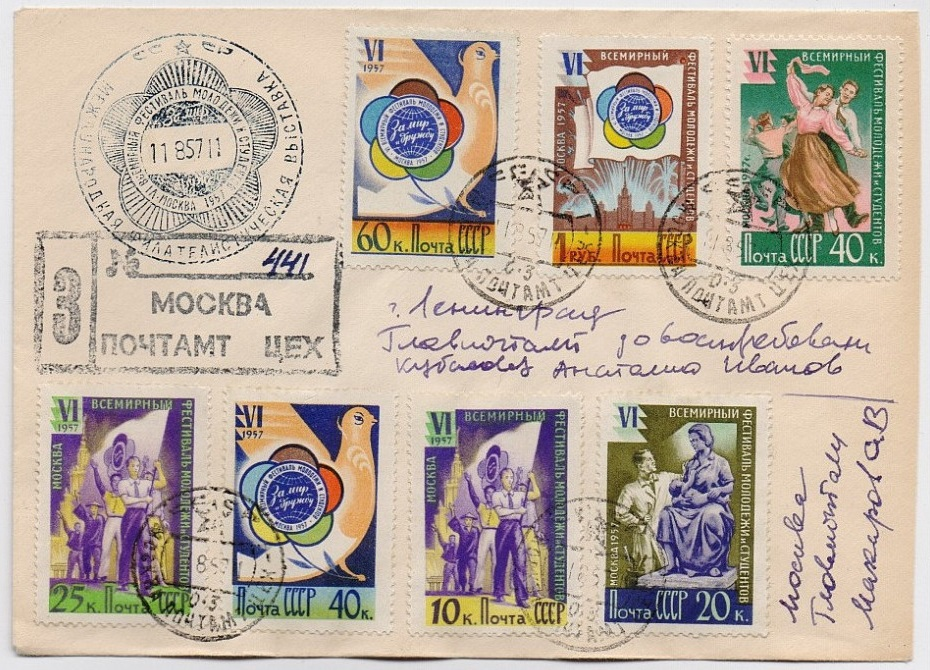
Заказное письмо со спецгашением Международной филателистической выставки, проходившей в дни VI Всемирного фестиваля молодёжи и студентов, которое франкировано марками СССР из фестивальной серии (1957)

В октябре 1967 года в Москве, в залах Политехнического музея, проходила третья общесоюзная выставка, которая была приурочена к 50-летию Великой Октябрьской социалистической революции. На ней демонстрировались многочисленные коллекции советских и зарубежных филателистов. Выставка была призвана стать широкомасштабным мероприятием, наглядно отражающим достижения Советского Союза во всех областях народного хозяйства, науки и культуры. Юбилейный филателистический форум был первым всесоюзным общим выставочным мероприятием, который организационно проводился под эгидой Всесоюзного общества филателистов (ВОФ), созданным в 1966 году.
Кроме того, в июле 1967 года состоялась первая тематическая выставка союзного значения, а именно Всесоюзная спортивная филателистическая выставка. Она проводилась в Москве, на Центральном стадионе имени В. И. Ленина, в дни IV юбилейной Спартакиады народов СССР.
В дальнейшем, вплоть до распада Советского Союза, ВОФ регулярно устраивало на территории СССР всесоюзные и международные выставки различного уровня, а также выставки союзного значения, зональные (межреспубликанские и межобластные), республиканские, краевые, областные, автономных республик, городские, районные и клубные выставки. В 1984 году было разработано Положение о филателистических выставках. Оно было утверждено президиумом правления ВОФ в декабре 1984 года и принято к исполнению в качестве официального выставочного регламента СССР.

Филателистическая выставка в Челябинске 12 мая 2005 года

В дополнение к конкурсным выставкам в СССР были широко распространены агитационно-пропагандистские выставки, которые обычно посвящались определенным тематикам, памятным датам и событиям.

### Российская Федерация
В 1997 году в России впервые состоялась Всемирная филателистическая выставка «Москва — 1997» под патронатом ФИП.